# Neville Chamberlain
Arthur Neville Chamberlain [ˈɑːθə ˈnɛvɪl ˈtʃeɪmbəlɪn] (uitgesproken als "Tsjeemberlin") (Birmingham, 18 maart 1869 – Reading, 9 november 1940) was een Brits politicus voor de Conservative Party en premier van het Verenigd Koninkrijk van 1937 tot 1940. Hij zou de geschiedenis ingaan als de man die dacht de wereldvrede te hebben gered ("Peace for our time").

## Biografie

### Persoonlijk
Chamberlain werd geboren op 18 maart 1869 als zoon van Joseph Chamberlain, de burgemeester van Birmingham. Zijn moeder, Florence Kenrick, stierf in het kraambed toen hij zes jaar oud was. Hij had drie zussen en een halfzus en halfbroer uit een vorig huwelijk van zijn vader. Zijn halfbroer Joseph Austen zou hem voorgaan in de politiek en werd minister van Financiën.
In 1910 trouwde hij met Anne Cole. Uit dit huwelijk kwamen twee kinderen voort: Francis en Dorothy Chamberlain.

### Carrière
Neville groeide op als een fijnzinnig man met sterke interesse in muziek, literatuur, plantkunde en ornithologie. Hij haalde zijn ingenieursdiploma en specialiseerde zich in metaalkunde. In een poging om verminderd familiefortuin terug te verdienen, stuurde Joseph Chamberlain zijn jongste zoon naar een sisalplantage op Andros (Bahama’s). Neville verbleef er zes jaar, maar de plantage was een mislukking. Joseph Chamberlain leed een verlies van £ 50.000.
Bij zijn terugkeer naar Groot-Brittannië ging Neville werken voor Hoskins & Company. Gedurende 17 jaar leidde hij dit bedrijf en kende het florerende tijden. Tevens zette hij zich in voor maatschappelijke en culturele activiteiten in Birmingham, zoals de oprichting van het City of Birmingham Symphony Orchestra in 1920.
Pas op 42-jarige leeftijd zette hij zijn eerste stappen in de politiek en werd hij in 1911 verkozen in de gemeenteraad van zijn thuisstad. Zeven jaar later, in 1918, werd hij verkozen in het House of Commons en zetelde er tot aan zijn dood in 1940. Zijn politieke carrière kwam nu op gang en in 1923 werd hij voor het eerst minister. Hij kreeg het Ministerie van Volksgezondheid onder zich en onderscheidde zich door hervormingen met een sociale inslag. Vooral huisvesting zag hij als een manier om het leven van de minder bedeelden te verbeteren. Hij zorgde voor betaalbare woningen via subsidies aan bouwondernemingen.
Met een kleine onderbreking van enkele maanden in 1924 bleef hij deze post bekleden tot 1929. Vervolgens was hij in 1931 enkele maanden minister van Volksgezondheid en daarna van 1931 tot 1937 minister van Financiën. In deze functie voerde hij in het najaar van 1931 een devaluatie door van het Pond Sterling met meer dan 30%, waarbij de Britten de gouden standaard verlieten. Ook de vrijhandel werd in het licht van de crisis opgegeven met de invoering van invoerrechten van 10%.
De coalitiepartner Labour kwam hij tegemoet door de excessieve bedrijfswinsten af te romen. Ook zette hij zich in voor het wegwerken van de oorlogsschulden en de vernieuwing van fabrieken en mijnen. Dankzij dit laatste kon het Verenigd Koninkrijk met de modernste technologie en middelen de Tweede Wereldoorlog beginnen, al was dit voor Chamberlain niet de uiteindelijke doelstelling van dit beleid. Ook in het buitenland bleven zijn prestaties niet onopgemerkt en hij kwam zelfs op de omslag van het Amerikaanse blad "Time Magazine" te staan. Tevens was hij van 1937 tot 1940 partijleider van de conservatieven
Een volgende opstap kon niet uitblijven. Op 28 mei 1937 bereikte hij het hoogste ambt en werd eerste minister. Al snel werd hij geconfronteerd met de oorlogszucht van nazi-Duitsland, dat ondertussen reeds Oostenrijk had geannexeerd.

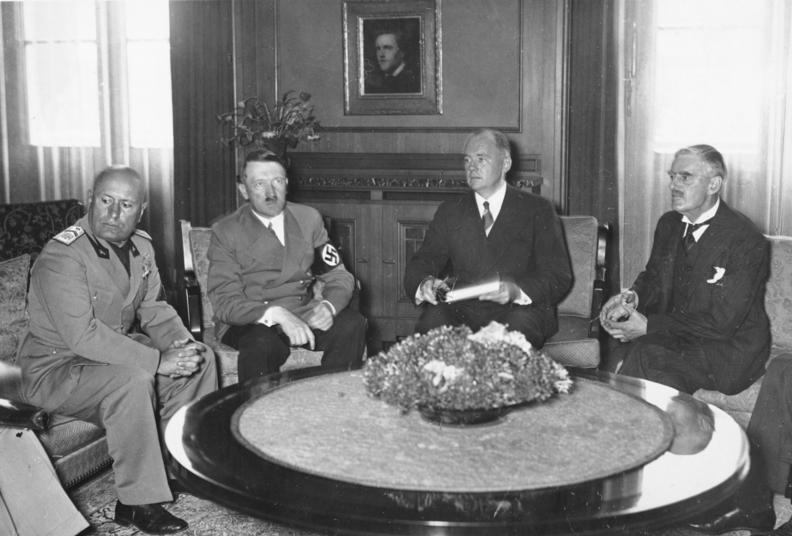
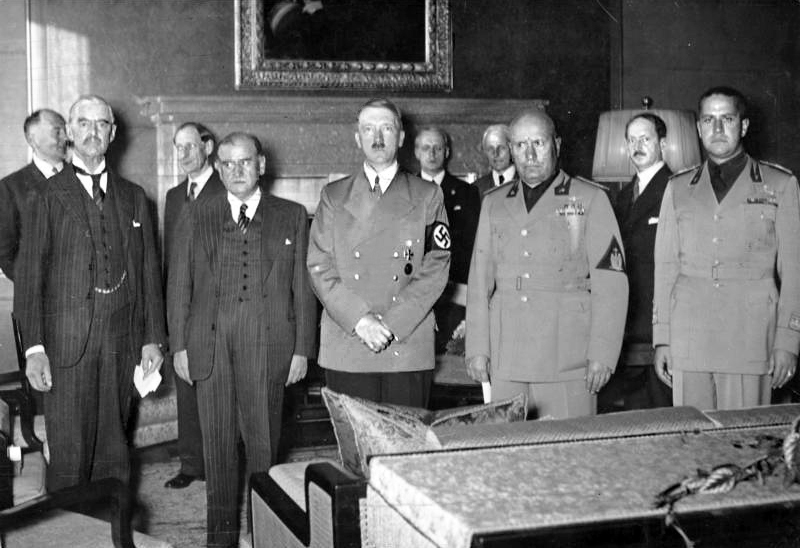

Vanwege de oorlogsmoeheid van het Verenigd Koninkrijk en Frankrijk probeerde hij bij de Conferentie van München in september 1938 Hitler te paaien met een zeer grote concessie. Hitler mocht Sudetenland (een deel van Tsjechoslowakije waar veel Volksduitsers woonden) inlijven. Voor Tsjechoslowakije was dit een ramp, want in Sudetenland was zeer veel industrie gevestigd en ook bevonden zich hier verdedigingslinies. Het Verdrag van München luidde Chamberlains politieke ondergang in: op 1 september 1939 viel Duitsland, ondanks uitdrukkelijke waarschuwingen toch Polen binnen. Daarmee was de Tweede Wereldoorlog onvermijdelijk geworden en bleek het Verdrag van München een dode letter te zijn. Chamberlains positie begon onhoudbaar te worden. Binnen zijn eigen coalitie groeide de weerstand. Die werd nog aanmerkelijk vergroot na het falen van de Britse Royal Navy tijdens de Duitse aanval op Noorwegen. Toen juist ten tijde van een kabinetscrisis nazi-Duitsland op 10 mei 1940 België, Nederland en Frankrijk binnenviel, was dit voor Chamberlain de doorslag voor zijn besluit tot aftreden. Hij werd opgevolgd door anti-appeaser Winston Churchill.
Chamberlain overleed zes maanden later aan maagkanker.

## Citaten
Over het Verdrag van München uit 1938:
- ”We regard the agreements signed last night as symbolic of the desire of our two peoples never to go to war with one another again." (We beschouwen het akkoord dat gisteren getekend werd als symbool van de wil van onze volkeren om nooit meer oorlog met elkaar te voeren.)
- ”I believe it is peace for our time.” (Ik geloof dat het een vrede voor onze tijd is.)